# Angelo La Barbera
Angelo La Barbera (en italien : [ˈandʒelo la barˈbɛːra] né à Palerme le 3 juillet 1924 et mort le 28 octobre 1975) était un membre puissant de la mafia sicilienne. Avec son frère Salvatore il dirigeait la famille mafieuse de Palerme Centro. Salvatore La Barbera a siégé à la première Commission de la mafia sicilienne créée en 1958 en tant que capo mandamento pour les familles mafieuses de Borgo Vecchio, Porta Nuova et Palermo Centro. 
Gaia Servadio, journaliste anglo-italienne qui a écrit une biographie sur Angelo La Barbera, le décrit comme le symbole du gangster déterminé et intelligent. Le nouveau mafieux de l'après-guerre devenu la victime des nombreux politiciens qu'il avait lui-même fait élire. Il représentait le prolétariat qui tentait de devenir mafieux et finalement n'y parvint pas. 

## Biographie
Angelo La Barbera est né dans les bidonvilles du quartier de Partanna-Mondello à Palerme. Son père était un charbonnier. Ils commence sa carrière par de petits larcins et des meurtres et finit par devenir un leader d'une nouvelle génération de mafieux des années 1950 et 1960 qui ont fait fortune dans les transactions immobilières, la contrebande de cigarettes et le trafic d'héroïne. Angelo La Barbera est devenu le protégé d'un patron de la mafia locale avec lequel en 1952 il a organisé une entreprise de matériaux de construction et assassiné le bras droit de l'entrepreneur Salvatore Moncada, afin de prendre sa place. 
En 1955, Angelo La Barbera devient de facto le chef de la cosca du Palermo Centro. L'un des tueurs à gages de La Barbera était Tommaso Buscetta, qui est devenu en 1984 un pentito (témoin collaborateur). Dans la trentaine, Angelo La Barbera agit comme un homme d'affaires, acquérant des bulldozers, des camions et d'autres équipements de construction ainsi que des immeubles d'habitation. Généreux et charmant, il adopte le style de vie d'un gangster de Chicago des années 1930, avec de nouvelles voitures, des vêtements luxueux et de fréquentes visites à Milan et à Rome, où il séjourne dans les meilleurs hôtels, entouré de belles femmes. Buscetta se souvient d'Angelo La Barbera comme « d'un personnage arrogant et hautain ». 
Les frères La Barbera et d'autres chefs de la mafia novices comme Pietro Torretta et leurs hommes de main ont formé la soi-disant nouvelle mafia  qui adoptant de nouvelles techniques de gangsters. D'autres cosche plus petites ont fini par accepter la suprématie de ces patrons, obtenue par la violence. Les hommes qui entamaient leur « carrière » dans leur giron se transformaient en une nouvelle génération de mafieux comme Tommaso Buscetta et Gerlando Alberti. 
La nouvelle génération de mafieux doit créer sa propre base politique, Angelo La Barbera avait des relations avec des politiciens locaux du parti démocrate-chrétien (DC) - en particulier Salvatore Lima, le maire de Palerme de 1958 à 1963. En 1964, lors d'une enquête, Lima a dû admettre qu'il connaissait Angelo La Barbera. Selon Buscetta, le père de Lima, Vincenzo Lima, était un « homme d'honneur » de la famille Palermo Centro dirigée par les frères La Barbera. L'élection de Lima a été soutenue par le clan La Barbera.
La « période Lima » comme maire de Palerme a été appelée le « sac de Palerme » car le boom de la construction a entraîné la destruction de la ceinture verte de la ville et le laisser-aller du centre historique. Les La Barbera étaient liés au principal entrepreneur en construction Francesco Vassallo. En cinq ans, 4 000 permis de construire ont été délivrés, dont plus de la moitié au nom de trois retraités qui ont joué le rôle de faire-valoir et n'avaient aucun lien avec la construction. 
Les frères La Barbera étaient présents dans les rencontres entre les mafieux américains et siciliens qui ont eu lieu à Palerme du 12 au 16 octobre 1957, à l'hôtel Delle Palme de Palerme. Joseph Bonanno, Lucky Luciano, John Bonventre, Frank Garofalo, Santo Sorge et Carmine Galante étaient parmi les mafieux américains présents, tandis que du côté sicilien il y avait Salvatore Greco, Giuseppe Genco Russo, Gaetano Badalamenti, Calcedonio Di Pisa et Tommaso Buscetta. L'une des questions abordées lors des réunions était l'organisation du trafic d'héroïne vers les États-Unis,. 
En 1960, Angelo La Barbera est repéré à Mexico et expulsé des États-Unis et du Canada pour organisation de trafic d'héroïne. Selon Buscetta, La Barbera a tenté de faire passer de l'héroïne du Mexique aux États-Unis, mais a été stoppé par Carlo Gambino, le patron de la puissante famille Gambino de New York, qui a menacé de le tuer s'il poursuivait. 
Angelo La Barbera est membre de la première Commission de la mafia sicilienne lors de sa création en 1958. Cependant, les La Barbera ont rapidement rencontré des problèmes avec la Commission, lorsque Moncada, ancien patron de La Barbera, s'est plaint que les La Barbera lui ont fait payer trop cher les matériaux de construction. La Commission décide en faveur de Moncada et ordonne à Angelo La Barbera de renoncer à la direction de la famille Palermo Centro, ce qu'il refuse de faire. 
Au début des années 1960, les frères La Barbera ont été les protagonistes d'un conflit sanglant entre des clans rivaux à Palerme connu sous le nom de Première guerre de mafia consistant à se battre pour le contrôle des rackets (Pizzi) sur les marchés de Palerme, la vente de chantiers de construction, la construction et le commerce d'héroïne en Amérique du Nord. 
Le conflit a éclaté à cause d'une cargaison d'héroïne insuffisante. Cesare Manzella, les cousins Greco de Ciaculli et les frères La Barbera avaient financé l'expédition. Les soupçons sont tombés sur Calcedonio Di Pisa, qui avait récupéré l'héroïne pour Manzella auprès du fournisseur corse Pascal Molinelli et avait organisé le transport vers les partenaires de Manzella à New York. 
L'affaire a été portée devant la Commission de la mafia, mais un désaccord sur la manière de la gérer et une ancienne hostilité à l'égard des La Barbera ont conduit à un conflit sanglant entre des clans alliés des Greco, dirigés par Salvatore Greco, et des clans alliés aux La Barbera. Une série d'attaques et de contre-attaques aboutissent à l'assassinat de Calcedonio Di Pisa le 26 décembre 1962. Les Greco soupçonnaient Salvatore et Angelo La Barbera de l'assassinat bien que celui qui était derrière ce meurtre fût en fait un autre mafieux, Michele Cavataio qui tentait de dresser les Greco et La Barbera l'un contre l'autre.
Le 17 janvier 1963, Salvatore La Barbera disparaît à jamais. Angelo La Barbera disparaît aussi, mais deux semaines plus tard, il est réapparaît à Milan lors d'une conférence de presse. L'implication des médias dans les affaires de la mafia était inconnue à l'époque. Pendant ce temps, La Barbera tente de riposter, mais les clans rivaux se sont rapprochés. Le 25 mai 1963, il est grièvement blessé à Milan et est arrêté à l'hôpital. Buscetta admet avoir accepté ce contrat pour tuer Angelo La Barbera, mais affirme que quelqu'un d'autre a effectué le coup à Milan avant lui. 
Le 30 juin 1963, une voiture piégée à Ciaculli tue sept policiers et militaires envoyés sur place pour desamorcer la bombe après un appel téléphonique anonyme. L'indignation suscitée par l'attentat de Ciaculli transforme la guerre de la mafia en guerre contre la mafia et déclenche les premières actions concertées de l'État italien contre l'organisation criminelle dans l'Italie d'après-guerre. La Commission de la mafia sicilienne est dissoute et beaucoup des mafieux qui ont échappé à l'arrestation sont partis à l'étranger. 
Angelo La Barbera est inculpé de sept meurtres. Il est l'un des rares mafieux à avoir été condamné en décembre 1968 à une lourde peine lors du procès des 114 contre la mafia à Catanzaro. Il a été condamné à 22 ans de prison, mais a fait appel. En mai 1970, un décret gouvernemental a établi que les accusés dont les peines n'étaient pas définitives après avoir été détenus sans caution pendant quatre à six ans devaient être remis en liberté provisoire en attendant leur appel. La Barbera a été l'un des bénéficiaires et a dû verser une caution de 1 400 USD. 
Dans l'attente de l'appel, il est renvoyé dans le nord de l'Italie et ensuite à Linosa, une île isolée au large des côtes de Sicile. Lorsqu'il est incarcéré finalement en 1975 dans une prison de Pérouse, trois mafiosi l'ont poignardé à mort le 28 octobre 1975. À ce moment-là, son pouvoir et son influence avaient fortement diminué. La famille mafieuse qu'il dirigeait a été dissoute. Selon des articles de journaux, le meurtre a probablement été ordonné par les cousins Greco. L'expert et journaliste de la mafia Michele Pantaleone affirme que La Barbera at été éliminé car il aurait pu révéler l'implication de politiciens dans la mafia.